# Хондроїтин
Хондроїтинсульфа́т — біологічна макромолекула, що синтезується фібробластами і є важливою складовою хрящової тканини, яка чинить опір при стискуванні. Являє собою полімерний сульфатований глікозаміноглікан. Входять до складу синовіальної рідини. Являє собою сульфатований глікозаміноглікан (ГАГ), що містить два види вуглеводних залишків N-ацетилгалактозамін і глюкуронову кислоту, що почергово чергуються в ланцюгу хондроїтин сульфату.
У медицині хондроїтину сульфат застосовується як лікарський засіб групи нестероїдних протизапальних препаратів.

## Хімічна будова

Будова хондроїтин сульфату С

Ланцюги хондроїтин сульфату є нерозгалуженими полісахаридами без фіксованої довжини. Хондроїтин сульфат складається лише з двох простих цукрів, що постійно змінюють один одного: D-глюкуронової кислоти і N-ацетилгалактозаміну. Глюкуронова кислота сполучається з N-ацетилгалактозаміном глікозидним зв'язком β-1,3 , а N-ацетилгалактозаміну до глюкуронової кислоти β-1,4. Ланцюг хондроїтин сульфату може містити більше 100 цукрових залишків, які можуть досить сильно відрізнятись між собою. Атоми N-ацетилгалактозаміну C6 і/або C4 можуть бути сульфатованими. Якщо глюкуронова кислота епімеризована на С5 до індуронової кислоти, то такий ГАГ називається дерматансульфатом.

## Сульфатування
Кожен простий вуглевод може містити одну чи дві сульфогрупи, або ж не містити жодної. Найчастіше сульфогрупи приєднануються до гідроксигрупи 4 і 6 атома вуглецю. Сульфатування каталізується різними сульфотрансферазами. Ступінь сульфатизації в середньому становить 0.8 на дисахарид.

Розрізняють такі типи хондроїтин сульфату:
| Тип хондроїтин сульфату | Систематична назва                       | Дисахаридний залишок | Детальний опис |
| ----------------------- | ---------------------------------------- | -------------------- | --- |
| хондроїтин сульфат А    | хондроїтин-4-сульфат                     | Приклад              | сульфатна група розміщена переважно на 4 атомі вуглецю N-ацетилхоліну                                                      |
| хондроїтин сульфат B    | дерматансульфат                          | Приклад              | сульфатна група розміщена переважно на 2 атомі вуглецю індуронової кислоти і на 4 атомі вуглецю N-ацетилхоліну             |
| хондроїтин сульфат C    | хондроїтин-6-сульфат                     | Приклад              | сульфатна група розміщена переважно на 6 атомі вуглецю N-ацетилхоліну                                                      |
| хондроїтин сульфат D    | хондроїтин-2,6-сульфат, дерматан сульфат | Приклад              | сульфатна група розміщена переважно на 2 глюкуронової кислоти і на 4 атомі вуглецю N-ацетилхоліну (Хондроїтин-2,6-сульфат) |
| хондроїтин сульфат E    | хондроїтин-4,6-сульфат                   | Приклад              | сульфатна група розміщена переважно на 4 і 6 атомах вуглецю N-ацетилхоліну                                                 |

Типування за літерами від А до Е застосовувалося ще в ті часи, коли хондроїтин сульфат був ізольований (виділений), але його формула не була відома. Віднесення дерматансульфату до хондроїтин сульфатів як хондроїтин сульфату В розглядається нині як помилкове, оскільки ця молекула не містить ні глюкуронової, ні індуронової кислоти. Найчастіше зустрічається хондроїтин сульфат А, В і С типів.
Раніше назву хондроїтин (без сульфат) використовували для називання ланцюга з невеликою кількістю сульфатних груп або зовсім без них, на сьогодні цей термін більше не використовується.

## Зв'язування білка
В живих організмах хондроїтин сульфат зв'язаний з білком, обидва є частиною одного протеоглікану. Зв'язування ланцюгів хондроїтин сульфату здійснюється сериновий залишок гідроксигрупи певного білка. Невідомо, яким чином вибираються білки для зв'язування з глікозаміногліканами. Глікозовані серинові залишки часто слідують за гліциновими залишками, по сусідству розміщені кислі залишки амінокислот. Зв'язуючим агентом ГАГ-ланцюга постійно слугує однаковий цукровий ланцюг з трьох вуглеводів:
  |
```
Ser–O–
Xyl
−
Gal
−Gal
−
GlcA
-...
 |
```

Кожен вуглевод зв'язується специфічним ферментом, через що можливий багаторівневий контроль на синтез ГАГ. Ксилоза зв'язується ендоплазматичною сіткою на білки, в той час як залишок вуглеводу переноситься в апарат Гольджі.

## Функції хондроїтин сульфату
Функція хондроїтину дуже залежить від властивостей цілого протеоглікану, часткою якого вона є. Протеоглікан хондроїтину має як структурну так і регулюючу функції.

### Структурна функція
Протеоглікан-хондроїтину являє собою разом з колагеном значну складову частину позаклітинної речовини. Вони надають структурну цілісність тканин. Типовими представниками є агрекан, версікан, бревікан і нейрокан.
Хондроїтин сульфат як складова частина агрекану формує велику частину хрящової маси. Щільно розміщені, сильно заряджені сульфатні групи ведуть до електростатичного відштовхування окремих ланцюгів (див. закон Кулона), який і обумовлює значну частину опору хряща на стискування. Зниження кількості хондроїтину сульфату в хрящі — часта причина артрозу.

### Біологічна роль
Хондроїтинсульфат має тропність до хрящової тканини, ініціює процес фіксації сірки в процесі синтезу хондроїтин-сірчаної кислоти, що, в свою чергу, сприяє відкладенню кальцію в кістках. Стимулює синтез гіалуронової кислоти, зміцнюючи сполучнотканинні структури: хрящу, сухожиль, зв'язок, шкіри. Надає анальгетичну та протизапальну дію, є хондропротектором, сприяє активній регенерації хрящу.
Особливістю хондроїтину серед протеогліканиів є його здатність зберігати воду в товщі хряща у вигляді водних порожнин, які створюють хорошу амортизацію і поглинають удари, що в підсумку підвищує міцність сполучної тканини. Важливою дією хондроїтину є його здатність пригнічувати дію специфічних ферментів, що руйнують сполучну тканину, в тому числі лізосомальних ферментів, які вивільняються в результаті руйнування хондроцитів (еластаза, пептидаза, катепсин, інтерлейкін-1 тощо).
Природне споживання хондроітінсульфата та інших хондропротекторних речовин здійснювалося з вживанням в їжу сухожиль, шкіри і хрящів тварин, особливо риб. У зв'язку зі зменшенням частки цих продуктів в раціоні сучасної людини (іноді і з повним виключенням), а також при метаболічних порушеннях, надмірних функціональних навантаженнях і особливо віковому зниженні активності синтетичних процесів хондроітінсульфат повинен надходити вже в готовому вигляді (або у вигляді попередників синтезу) ззовні, в тому числі з їжею.

## Фармакологія
За даними розробників лікарських засобів хондроїтину сульфат уповільнює резорбцію кісткової тканини і знижує втрату Ca 2+. Поліпшує фосфорно-кальцієвий обмін у хрящовій тканині, прискорює процеси її відновлення, гальмує процеси дегенерації хрящової і сполучної тканини. Пригнічує активність ферментів, що викликають ураження хрящової тканини, стимулює синтез глікозаміногліканів, сприяє регенерації суглобної сумки та хрящових поверхонь суглобів, збільшує продукцію внутрішньосуглобової рідини. Зменшує болючість і збільшує рухливість уражених суглобів. Структура хондроїтин сульфату схожа з гепарином, тому ця сполука потенційно може перешкоджати утворенню фібринових тромбів в синовіальному і субхондральному мікроциркуляторному руслі.